# Бажул Григорій Іванович
Бажул Григорій Іванович (нар. 22 січня 1906 Полтава, — пом. 17 жовтня 1989 Сідней, Австралія) — бандурист. Основоположник кобзарських колективів в Австралії.

## Життєпис

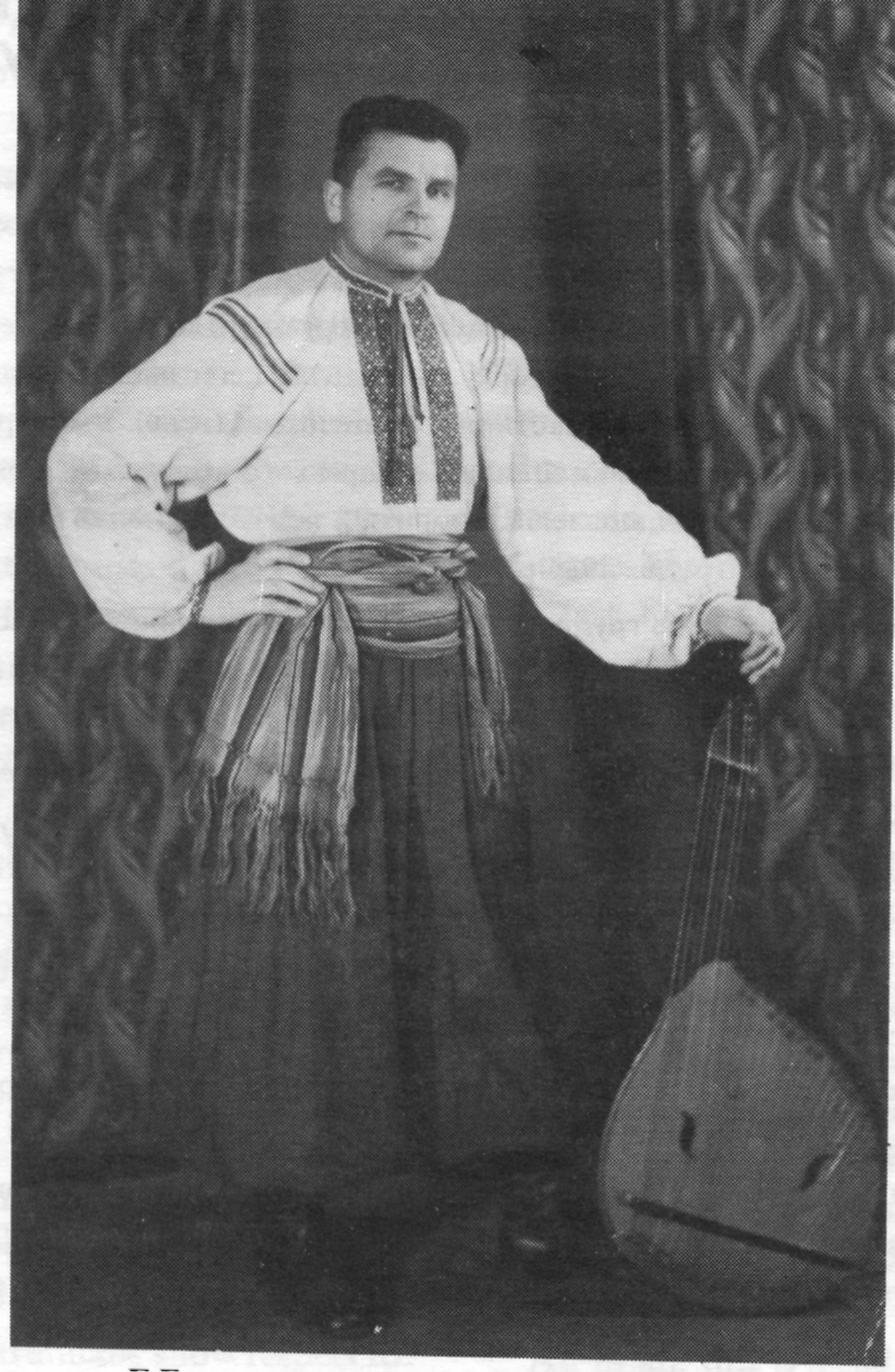
Г. Бажула 1942

В 1911 переїхав в Харків з батьками, де закінчив агрономічну освіту. В Харкові зацікавився кобзарським мистецтвом, коли почув гру сліпого кобзаря Павла Келеберди. Згодом записався в класі бандури Г. Хоткевича в Харківському Муз-Драм Інституті, де один з малої групи учасників які засвоїв основи харківської школи гри на бандурі.
Засуджений в 1934 р. на два роки позбавлення волі, які провів у Бердянській сільськогосподарській трудовій колонії. Провів заслання на Північному Кавказі, Сибіру та в Тайшеті. Повернувся в Харків в 1938 р. Дружина Гната Хоткевича — Платоніда, передала на збереження жменю рукописів свого чоловіка на зберігання.
Під час окупації виступав по Слобідщині як бандурист соліст. Сценічне ім'я — Келеберда. Разом з Леонідом Гайдамакою робив спроби створити капелу бандуристів в Харкові під час окупації. Друкував у окупаційні пресі гострі статті, де згадував про знущання радянської влади над українських культурних діячів та про знищення владою кобзарів та бандуристів в 30-их роках.
З наступом Червоної Армії виїхав у Західну Україну, де виступав у складі ансамблю з З. Штокалком та В. Юркевичем для воїнів УПА. На еміграції в Німеччині став учасником та згодом адміністратором Капели бандуристів ім. Т. Г. Шевченка та пізніше художнім керівником ансамблю Братства кобзарів ім. О. Вересая.
Емігрував в Австралію в 1948 р. Основоположник кобзарських колективів (Ансамбль бандуристів ім. Г. Хоткевича) та школи гри на бандурі в Австралії.
Фундатор Катедри Українознавства в Австралії та Фундації Українознавчих Студії в Австралія.

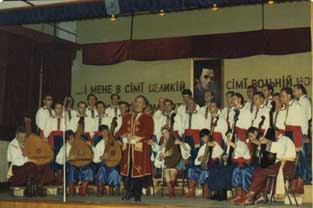
Капела бандуристів ім. Г. Хоткевича 1968

## Публікації
- Бажул, Г. Про бандуру // Нова Україна, 25.ХІІ.1942. — С.4
- Бажул, Г. Гнат Хоткевич // Альманах «Новий обрій», № 2, Мельбурн, Австралія. 1960, — С.142-149
- Бажул, Г. Кобзарське мистецтво в Австралії // Вільна думка, № 51(1047) Сідней, Австралія, 21.XII.1969
- Бажул, Г. Альфа і омеґа мистецької одиниці в Сіднеї' // Вільна думка 13.VI.1982, а також // Бандура, 1985, № 13-14 — С.27-32
- Бажул, Г. З бандурою по світу //Бандура, 1984, № 9/10 — С.46-52